# Rui Lima
Rui Manuel Pinto de Lima (Porto, 25 marzo 1978) è un ex calciatore portoghese, di ruolo centrocampista.

## Carriera

### Club
Ha giocato nella massima serie dei campionati portoghese, cipriota ed israeliano.

### Nazionale
Ha giocato numerose partite nelle nazionali giovanili portoghesi.